# N-아세틸갈락토사민
N-아세틸갈락토사민(영어: N-acetylgalactosamine, GalNAc)은 갈락토스의 아미노당 유도체이다.

## 기능
사람에서 N-아세틸갈락토사민은 ABO식 혈액형의 A형 혈액형의 항원을 형성하는 말단 탄수화물이다.
N-아세틸갈락토사민은 전형적으로 단백질의 O-글리코실화의 특정 형태에서 세린 또는 트레오닌과 결합하는 첫 번째 단당류이다.
N-아세틸갈락토사민은 세포 신호전달에 필수적이며, 사람과 동물 모두의 감각신경 구조에 집중되어 있다.
또한 N-아세틸갈락토사민은 연구용 안티센스 올리고뉴클레오타이드 및 siRNA 요법에서 표적 리간드로 사용되며, 여기서 간세포의 아시알로당단백질 수용체에 결합한다.

## 같이 보기
- 갈락토사민
- 글로보사이드
- N-아세틸글루코사민 (GlcNAc)